# حجر خليفة
حجر خليفة أو شِعب الخلاص هو سهل منبسط في مكة المكرمة غرب المملكة العربية السعودية، يتميز الشِعب بكثرة النقوش الإسلامية المبكرة.

## الوصف
يقع على يمين القادم من عرفة إلى مزدلفة من طريق رقم ٬9 ويعدل السالك لهذا الطريق يمينًا بعد تجاوزه عرفة بنحو كيلو مترين اثنين تقريبًا، باتجاه مضيق وادٍ يقع بين جبل خشرب شرقًا وجبل الأحدب غربًا، يعرف باسم وادي خشرب٬ بأسفله صخرة كبيرة نفذت في واجهاتها مجموعة كبيرة من النقوش الكتابية٬ التي يعود تاريخها إلى القرنين الأول والثاني الهجريين٬ منها نقش باسم مصعب بن شيبة الذي كان حاجبًا للكعبة في تلك الفترة.

## وصلات خارجية
- صورة نقش إسلامي في حجر خليفة